# Pentecosta
|  | Per a altres significats, vegeu «Pentecosta (mestre d'Osormort)». |

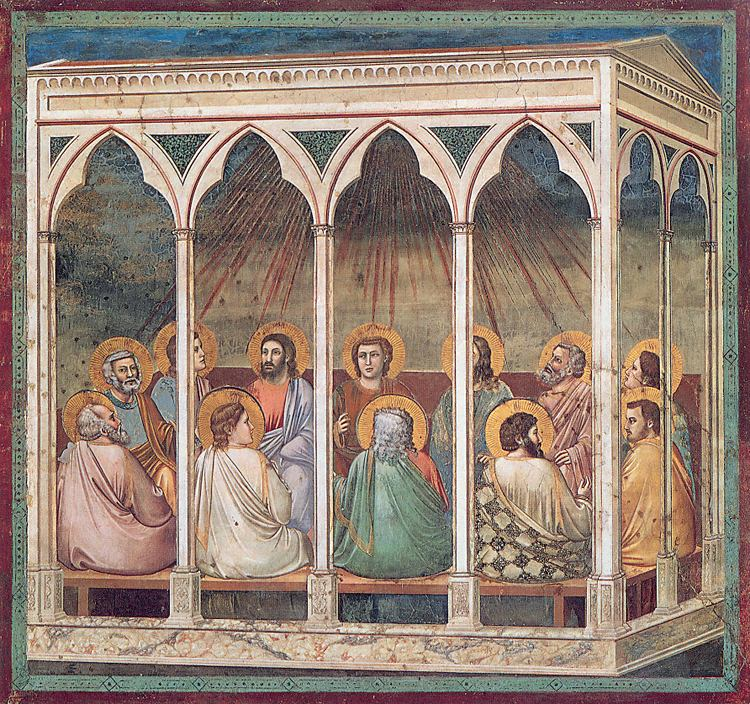
Pentecosta per Giotto a Pàdua.

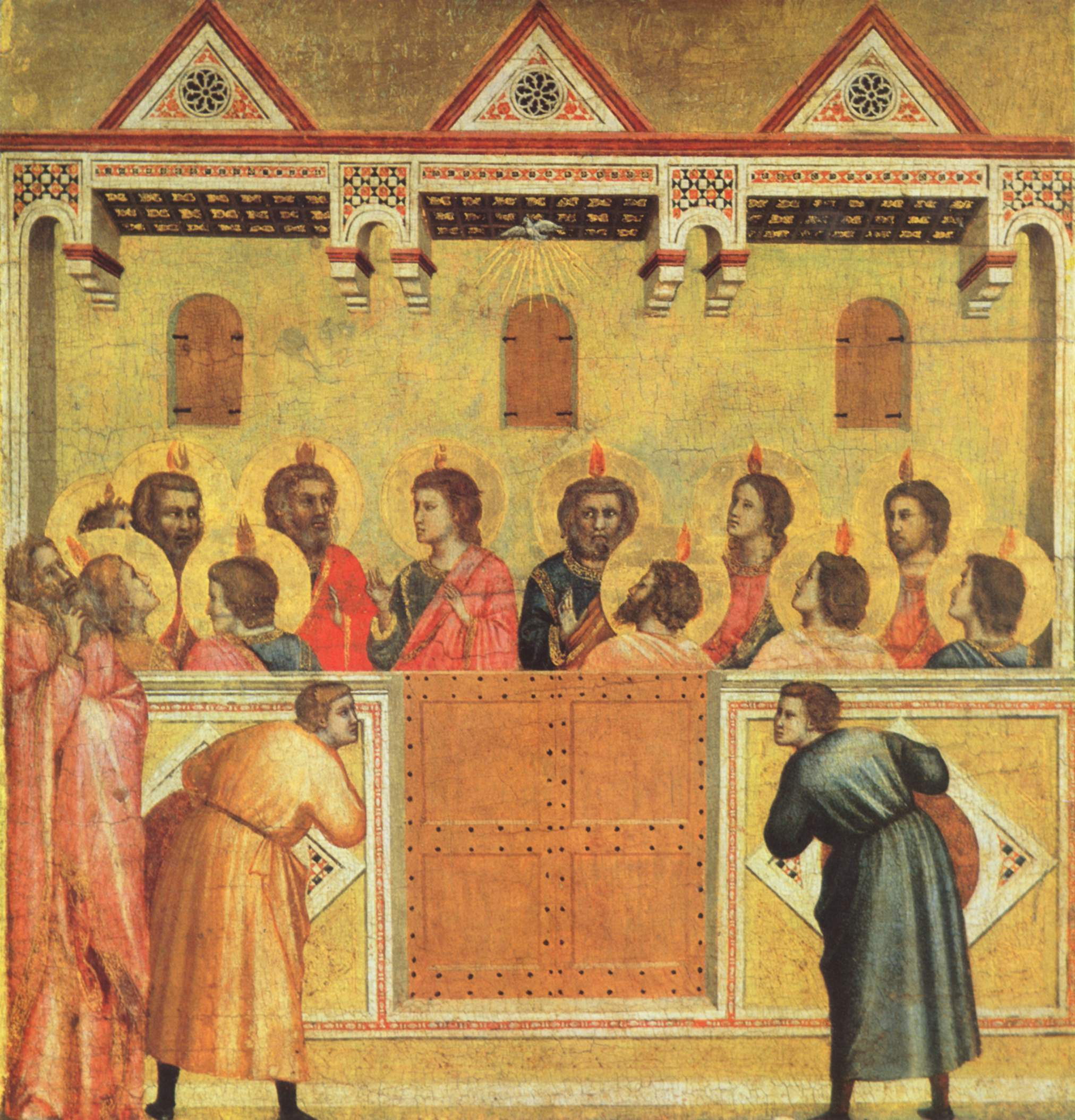
Pentecosta per Giotto a la National Gallery a Londres.

La Pentecosta (del llatí pentecoste, literalment "cinquantena", venint del grec pentekosté (heméra) "el cinquantè dia"), Cinquagesma i popularment Pasqua de Pentecosta o Pasqua Granada o segona Pasqua és una celebració cristiana que s'escau el cinquantè dia després del Diumenge de Resurrecció -comptant el mateix diumenge- i que commemora el descens de l'Esperit Sant sobre els apòstols i l'inici de llur activitat de l'evangelització, per això també se la coneix com la celebració de l'Esperit Sant. A la litúrgia catòlica és la festa més important després de la Pasqua de Resurrecció i Nadal. L'eucaristia inclou la seqüència medieval Veni, Sancte Spiritus.
La Pentecosta és, també, una de les principals festes a l'Església Ortodoxa Oriental; una solemnitat al Ritu romà de l'Església Catòlica; una festa a les Esglésies luteranes i una festa principal a la Comunió anglicana. Com que la data de la Pentecosta depèn directament de la data de Pasqua, que alhora depèn del calendari lunar, la Pentecosta és una festa mòbil que posa fi al temps pasqual.
El fons històric d'aquesta celebració es basa a la festa setmanal jueva anomenada xavuot (festa de les setmanes), durant la qual se celebra el cinquantè dia de l'aparició de Déu al mont del Sinaí. Per tant, el dia de Pentecosta també se celebra el lliurament de la Llei (manaments) al poble d'Israel.

## Etimologia
El terme «Pentecosta» prové, a través del llatí pentecoste, que significa literalment «cinquantena», originàriament del grec koiné πεντηκοστή, romanitzat com a pentēkostē, que significa, també, «cinquantè». Un dels significats de «Pentecosta» a la Septuaginta, la traducció al grec koiné de la Tanakh, fa referència a la festa de la Xavuot, una de les tres festes de peregrinació, que se celebra el cinquantè dia després de Pasqua, segons el Deuteronomi (16:10) i l'Èxode (34:22), on es coneix com a Festa de les Setmanes (en grec koiné, ἑορτὴν ἑβδομάδων, romanitzat com heortēn hebdomádōn). La Septuaginta usa el terme «Pentēkostē» en aquest context al Llibre de Tobies i al Segon llibre dels Macabeus.
Els traductors de la Septuaginta també van usar la paraula en altres dos sentits: per a referir-se a l'any Jubileu (Levític 25:10), un esdeveniment que es produeix cada cinquanta anys i, en diversos passatges de cronologia, com a nombre ordinal. El terme també ha estat utilitzat en la literatura del judaisme hel·lenístic per Filó d'Alexandria i Flavi Josep per referir-se a la Xavuot.

## Data de celebració
El dia en què s'escau Pentecosta és mòbil, ja que depèn de la data de la Pasqua de Resurrecció, la qual es realitza amb un càlcul lunar, el que dona com a resultat una data variable cada any. Essent aquesta Pasqua celebrada a dates diverses, segons la varietat de les confessions cristianes, en conseqüència la Pentecosta se celebra també en dates diferents segons la tradició occidental i oriental del cristianisme.
El més aviat que es pot celebrar el dia de Pentecosta és el 10 de maig tal com va passar, per exemple, l'any 1818 i passarà el 2285. El dia més tardà en què pot caure és el 13 de juny, com per exemple, en els anys 1943 i 2038.
El dilluns de Pentecosta és dia de festa a Alemanya, Àustria, Bèlgica, Dinamarca, algunes ciutats de Catalunya, França, Islàndia, Liechtenstein, Noruega, els Països Baixos i Suïssa. A la Ciutat de València es va promoure la celebració de la colometa, que escenificava el descens de l'Esperit Sant utilitzant focs d'artifici a la Catedral de València. Diversos incidents i xicotets incendis van fer que el bisbe Vidal de Blanes prohibira la celebració. Incidents com aquests es van produir a altres ciutats de la Corona d'Aragó com ara Lleida.
L'Església Ortodoxa celebra el dilluns de Pentecosta com el Dia (o el Dilluns) de l'Esperit Sant i en particular el fet històric del seu descens en els sants apòstols a la Pentecosta. En la litúrgia de dilluns de l'Esperit Sant, es canten molts dels mateixos himnes del dia de Pentecosta. L'endemà s'anomena el Tercer Dia de la Trinitat.

## La Pentecosta a l'Antic Testament
El rerefons històric de la celebració es troba en la festa setmanal jueva anomenada Shavuot, o Festa de les setmanes, durant la qual es commemora el cinquantè dia de l'aparició de Déu al mont Sinaí. Per tant, en el dia de Pentecosta també se celebra el lliurament dels Deu manaments al poble d'Israel.
La Pentecosta era una de les tres grans festes jueves i per a celebrar-la molts jueus anaven fins Jerusalem per donar gràcies a Déu i adorar-lo al Temple. Als 50 dies de la Pasqua, els jueus celebraven la Festa de les set setmanes o Festa de les setmanes (Èxode 34:22), que en els seus orígens tenia caràcter agrícola. Es tractava de la festivitat de la sega, dia de joia i d'acció de gràcies (Èxode 23:26), en què s'oferien les primícies d'allò produït a la terra. Estava estipulat que la celebració s'havia de fer set setmanes després que s'iniciés les primeres tasques de sega. Venia indicat de la manera següent: «Des del dia que presentareu solemnement la primera garba, l’endemà del dissabte, compteu set setmanes senceres. D’aquesta manera, fins l’endemà del setè dissabte comptareu cinquanta dies.» (Levític 23, 15-16).
Per tant, es tractava d'una festa mòbil en el calendari, ja que la seva data depenia del ritme de l'agricultura. Aquesta fixació té diverses interpretacions segons el sentit que se li doni a la paraula «dissabte». Si el dia de dissabte s'entén com a festiu o dia de la Pasqua, llavors el còmput començava el dia següent; per exemple, Filó i Flavi Josep interpretaven la llei d'aquesta manera. L'altra interpretació possible és que si «dissabte» s'entén com el setè dia de la setmana, el còmput començaria el diumenge següent a la Pasqua; per exemple, els fariseus i una tradició samaritana la interpreten d'aquesta altra manera.
Més tard, aquesta celebració es va convertir en record i commemoració de l'Aliança del Sinaí, realitzada uns cinquanta dies després de la sortida d'Egipte. Per designi diví, aquesta festa que els jueus celebraven amb tanta alegria es va convertir en la festa de la Nova Aliança, la de la vinguda de l'Esperit Sant amb tots els seus dons i fruits.

## La Pentecosta al Nou Testament
La narrativa de la Pentecosta al Segon llibre dels Fets dels Apòstols inclou nombroses referències a narratives bíbliques anteriors com la Torre de Babel, el diluvi universal i les narratives de la creació del Llibre del Gènesi. També inclou referències a algunes teofanies, amb certa èmfasi en l'aparició encarnada de Déu al mont Sinaí quan va lliurar els Deu manaments a Moisès. El teòleg Stephen Wilson ha descrit la narrativa com a «excepcionalment obscura» i encara persisteixen diversos punts de desacord entre els erudits bíblics.
Alguns comentaristes bíblics han intentat establir que l'οἶκος (oikos, «casa») donat com a ubicació dels esdeveniments als Fets 2:2 era una de les trenta sales del Temple on ara es troba l'escola de Sant Joan (anomenades οἶκοι), però el text mateix manca de detalls específics. Richard C. H. Lenski i altres erudits afirmen que l'autor dels Fets podria haver triat la paraula ἱερόν (santuari o temple) si aquest significat fos el que es volia transmetre, en comptes de «casa». Alguns detalls semàntics suggereixen que la «casa» podria ser la «sala alta» (ὑπερῷον) esmentada a Fets 1:12-26, però no hi ha evidència literària suficient per confirmar la ubicació amb certesa i segueix sent motiu de disputa entre els entesos.
Els esdeveniments del Segon llibre dels Fets estan situats en el marc de la celebració de la Pentecosta a Jerusalem i hi ha diversos aspectes destacats en la narrativa de la Pentecosta presentada en aquest libre. L'autor comença assenyalant que els deixebles de Jesús «estaven tots junts en un mateix lloc» el «dia de Pentecosta» (ἡμέρα τῆς Πεντηκοστῆς; Fets 2:1). El verb utilitzat a Fets 2:1 per indicar l'arribada del dia de la Pentecosta transmet una connotació de completesa.
En la narració hi apareix un «vent impetuós» (Fets 2:2; el vent és un símbol comú de l'Esperit Sant) i apareixen «llengües com de foc» (Fets 2:3). Els deixebles congregats «varen ser plens de l'Esperit Sant i començaren a parlar en altres llengües, ja que l'Esperit Sant els donava la capacitat d'expressar-se» (Fets 2:4). Alguns erudits han interpretat el passatge com una referència a la multitud de llengües parlades pels deixebles congregats (Fets 2:6-11), mentre que altres han interpretat la referència a «llengües» (γλῶσσαι) com a significat d'un discurs derivat d'un estat d'èxtasi.
En la tradició cristiana, aquest esdeveniment representa el compliment de la promesa que Crist batejarà els seus seguidors amb l'Esperit Sant (Fets 1:5; Joan 14:16-17). Dels quatre evangelis del Nou Testament, la distinció entre el baptisme per aigua i el baptisme per Crist amb «Esperit Sant i foc» només es troba a Mateu i Lluc (Lluc 3:16).
La narrativa als Fets evoca el simbolisme del baptisme de Jesús al riu Jordà i l'inici del seu ministeri, connectant explícitament la profecia anterior de Joan Baptista amb el baptisme dels deixebles mitjançant l'Esperit Sant el dia de la Pentecosta (Fets 1:5; Fets 15:16). El moment de la narrativa durant el festival de la Pentecosta, en el qual es lliura la llei, simbolitza tant la continuïtat amb el lliurament de la llei com el paper central de l'Esperit Sant per a l'església primitiva. El paper central de Crist en la fe cristiana va significar una separació teològica fonamental de la fe jueva tradicional, que es fonamentava en la Torà i la Llei mosaica.
El sermó de Pere als Fets 2:14-36 fa èmfasi en la resurrecció i l'exaltació. En el seu sermó, Pere cita Joel 2:28-32 i el Psalm 16 per indicar que la primera Pentecosta marca l'inici de l'Era messiànica. Al voltant de cent vint seguidors de Crist (Fets 1:15) estaven presents, incloent els dotze apòstols (Maties va ser el substitut de Judes) (Fets 1:13, 26), la mare de Jesús -Maria-, altres dones deixebles i els seus germans (Fets 1:14). Mentre aquells sobre els quals l'Esperit havia descendit parlaven en moltes llengües, l'apòstol Pere es va aixecar amb els onze i va proclamar a la multitud que aquest esdeveniment era el compliment de la profecia (Joel 2:28-29).
Als Fets 2:17, es llegeix: «I en els darrers dies», diu Déu, «abocaré el meu esperit sobre tothom: els vostres fills i les vostres filles profetitzaran, els vostres joves veuran visions i els vostres vells, somnis». També menciona (Fets 2:15) que era la tercera hora del dia (aproximadament les 9:00 del matí). Els Fets 2:41 informen: «Els qui acceptaren la predicació de Pere es van fer batejar, i aquell mateix dia s’afegiren als germans unes tres mil persones» (Fets 2:41).
Els erudits crítics creuen que algunes característiques de la narrativa són construccions teològiques; consideren que encara que la narrativa de la Pentecosta no sigui literalment certa, sí que assenyala un esdeveniment important en la història de l'església primitiva que va permetre la ràpida difusió del cristianisme, ja que en pocs decennis es van establir importants congregacions a totes les ciutats principals de l'Imperi Romà.
El comentarista bíblic Richard C. H. Lenski ha assenyalat que l'ús del terme «Pentecosta» als Fets fa referència al festival jueu. Escriu que no va existir una celebració cristiana ben definida i distinta fins als anys posteriors, quan els cristians van mantenir el nom de «Pentecosta» però van començar a calcular la data de la festa basant-se en la Pasqua enlloc de Pasqua jueva. Pere va afirmar que aquest esdeveniment era l'inici d'un vessament continu que estaria disponible per a tots els creients a partir d'aquell moment, tant jueus com gentils (Fets 2:39).

## Interpretació dels fets de la Pentecosta a l'Islam
Com ja s'ha dit, la Pentecosta cristiana commemora la visita de l'Esperit Sant als apòstols, un fet que confirmava la profecia anunciada per Jesús. Des de l'Islam, però, els fets s'interpreten d'una manera diferent; en l'Islam, l'Esperit Sant s'identifica amb l'arcàngel Gabriel, que és l'arcàngel de l'Anunciació i la Revelació. La profecia anunciada per Jesús (إِنْجِيلِ; Injîl) als Evangelis s'interpreta com la vinguda d'un últim profeta per entregar la veritable llei, és a dir, l'Alcorà. Per tant, mitjançant l'arcàngel Gabriel, Déu fa entrega de l'Alcorà a Mahoma, considerat l'últim profeta.

## Significat teològic de la Pentecosta cristiana
Al cristianisme, la Pentecosta és el fruit de l'obra realitzada per Crist, el resultat dels seus mèrits. Al Nou Testament es diu a vegades que va ser Crist mateix qui va enviar el Paraclet, també conegut com «Aquell que consola», referint-se a l'Esperit Sant. Altres vegades es menciona que va ser el Pare, ja sigui a petició de Crist o en el seu nom qui va enviar l'Esperit Sant; en una ocasió s'afirma que Crist el va enviar de part del Pare. Segons Cabodevilla, totes aquestes expressions signifiquen el mateix: l'emissió de l'Esperit per part del Pare i del Fill. L'Apocalipsi el descriu com «un riu d'aigua viva, resplendent com el cristall, sorgint del tron de Déu i de l'Anyell».
Segons els escrits del Nou Testament, l'Esperit Sant és l'«Esperit de Crist». A vegades també se'l nomena l'«Esperit de Jesús» o l'«Esperit de Jesucrist». També se'l nomena l'«Esperit del Senyor» o l'«Esperit del seu Fill».
Pere va ser el primer a explicar el significat de l'esdeveniment de la Pentecosta en el seu discurs aquesll mateix dia. Va ser l'inici de l'efusió de l'Esperit Sant que Déu havia promès per a la «plenitud dels temps». Aquests últims temps, esmentats en el Llibre de Joel, en el Llibre d'Ezequiel i en els Fets dels Apòstols, van començar amb la mort i resurrecció de Jesucrist, la qual cosa va fer parlar als apòstols com a autèntics profetes mitjançant l'efusió de l'Esperit Sant.

### L'Esperit Sant en Jesús
En el Nou Testament, l'Esperit Sant es mostra guiant Jesús durant tota la seva vida. Va ser l'Esperit Sant qui va cobrir el ventre matern de Maria abans que Jesús naixés (Lluc 1:35). Més tard, va descendir de forma visible en el moment del bateig de Jesús (Mateu 3:16), i posteriorment el va portar al desert (Lluc 4) per després tornar-lo a Galilea (Lluc 4:14).

El primer sermó de Crist comença així: «L’Esperit del Senyor reposa sobre meu» (Lluc 4:18). Per això, l'Esperit Sant apareix a la Bíblia operant en la mateixa línia que Jesús. Ireneu de Lió ho va resumir en la següent frase: «El Pare es complau i ordena, el Fill obra i forma, l'Esperit alimenta i incrementa».
La frase de Jesús: «Quan vingui l’Esperit de la veritat, us conduirà cap a la veritat sencera» (Joan 16:13) no es refereix tant a novetats sinó a una major aprofundiment de la doctrina ja dictada pel Mestre. La funció magistral de l'Esperit Sant es reduirà a una major il·luminació de l'allò ja revelat, a la manifestació d'elements parcials, a la descoberta de nous aspectes en les veritats ja posseïdes, a la deducció de conseqüències, a l'assessorament en l'aplicació de certes veritats a determinats esdeveniments. […] Aquí teniu la tasca de l'Esperit de Crist: donar testimoni de Crist (Joan 15:26; 1 Joan 5:6).
Fins la mort de Jesús, l'Esperit Sant semblava estar circumscrit als límits normals de la seva individualitat humana i del seu radi d'acció. Però en morir, va entregar el seu esperit a Déu: «Quan Jesús hagué pres el vinagre, va dir "Tot s’ha complert." Llavors inclinà el cap i va lliurar l’esperit.» (Joan 19:30). Els escripturistes solen interpretar que aquesta entrega vessa, de manera immediata, sobre l'Església, motiu pel qual a l'Evangeli de Joan apareix Jesús donant l'Esperit Sant als seus deixebles el mateix dia de la seva resurrecció: Al capvespre d'aquell dia, el primer de la setmana, Jesús els va dir de nou: «Ell els tornà a dir: "Pau a vosaltres. Com el Pare m’ha enviat a mi, també jo us envio a vosaltres." Llavors va alenar damunt d’ells  i els digué: "Rebeu l’Esperit Sant.» (Joan 20:21-22).

### L'Esperit Sant en l'Església
A l'Església, l'arribada de l'Esperit Sant a la Pentecosta no va ser un fet aïllat, sinó que l'està santificant constantment, també a cada ànima a través de les seves innumerables inspiracions que, segons Francesc de Sales són:
«(...) tots els atractius, moviments, recriminacions i remordiments interiors, llums i coneixements que Déu obra en nosaltres, predisponent el nostre cor amb les seves benediccions, pel seu cuidat i amor paternal, per tal de despertar-nos, moure'ns, empènyer-nos i atreure'ns cap a les santes virtuts, cap a l'amor celestial, cap a les bones resolucions; en una paraula, cap a tot allò que ens encamina cap a la vida eterna».
La Pentecosta és la confirmació de la promesa de Jesús: «D'aquí pocs dies sereu batejats amb l'Esperit Sant» (Fets 1:5). Això posa de manifest diferents aspectes, entre els quals destaquen: 1) La unitat espiritual de tots els que reberen l'Esperit de Jesús; 2) La constitució d'una comunitat oberta a tots els pobles; 3) Si algú té l'Esperit de Jesús, realitzarà les mateixes accions que Jesús.

### Mariologia
La iconografia secular tant de les Esglésies Occidentals com de les Orientals reflecteix la creença que Maria era present el dia de la Pentecosta i el seu paper central en la concessió divina del do de l'Esperit Sant als Apòstols. A Fets 1:14 es confirma la presència de la Mare de Jesús amb els Dotze en una comunió espiritual de pregària diària. Aquesta és l'única referència a la Mare de Déu després de la confiança de Jesús a Joan l'Apòstol durant la crucifixió. Segons aquesta tradició iconogràfica, l'encíclica llatina Mystici Corporis Christi va afirmar oficialment:
«Ella, que per mitjà de les seves poderoses pregàries va aconseguir que l'Esperit del diví Redemptor, ja donat a la creu, es comunicara en dons prodigiosos a la nova Església, el dia de Pentecosta. Ella, en definitiva, suportant amb ànim fort i confiat els seus immensos dolors, com a veritable Reina dels màrtirs, més que tots els fidels, "complí el que falta que Crist patís en els seus membres... per al seu Cos [d'ell]..., que és l'Església" (Col 1,24), i va oferir al Cos místic de Crist nascut del Cor obert del nostre Salvador, el mateix cuidat maternal i la mateixa intensa caritat amb què escalfava i alletava al bressol al tendre Nen Jesús». Papa Pius XII, Mystici Corporis Christi, 2 de març de 1943.

Les Esglésies Catòlica i Ortodoxa atorguen a la Mare de Déu una forma especial de veneració anomenada hiperdulia. Aquesta correspon al poder especial de les pregàries intercessòries dedicades a la Verge Maria per damunt de les de tots els sants. Els papes han afirmat que Maria pregava a Déu i la seva intercessió era capaç de persuadir Déu a enviar l'Esperit Sant com a don permanent als Dotze i als seus successors, formant així l'Església Apostòlica. De manera similar, el Papa Joan Pau II, en l'audiència general celebrada al Vaticà el 28 de maig de 1997, va afirmar:
«Rastrejant el curs de la vida de la Verge Maria, el Segon Concili Vaticà recorda la seva presència a la comunitat esperant la Pentecosta. "Però, ja que Déu va decidir no manifestar solemnement el misteri de la salvació de la humanitat abans de vessar l'Esperit promès per Crist, veiem els Apòstols abans del dia de Pentecosta 'perseverant unànimes en la pregària amb les dones i Maria, la Mare de Jesús, i amb els seus germans' (Fets 1:14), i també veiem Maria, amb les seves pregàries, implorant el do de l'Esperit, qui ja l'havia cobert a l'Anunciació" (Lumen Gentium, n.59). La primera comunitat és el preludi del naixement de l'Església; la presència de la Mare de Déu ajuda a esbossar els seus trets definitius, fruit del do de la Pentecosta. [...]
En contemplar la poderosa intercessió de Maria mentre espera l'Esperit Sant, els cristians de tots els temps han recorregut sovint a la seva intercessió en el llarg i cansat camí cap a la salvació, per rebre els dons del Paraclet amb major abundància. [...]
A l'Església i per a l'Església, recordant la promesa de Jesús, ella espera la Pentecosta i implora una multiplicació de dons per a tots, segons la personalitat i missió de cada un». Papa Joan Pau II, Audiència General, 28 de maig de 1997.

## Celebració litúrgica

### Esglésies ortodoxes
Les esglésies ortodoxes celebren la Pentecosta per l'aparició de l'Esperit Sant però, a més a més, també celebren la festivitat de les Tres Divines Persones o de la Santíssima Trinitat; les esglésies occidentals celebren per a aquesta ocasió des del segle xiv la seva pròpia festa anomenada Trinitatis (la festa de la Santíssima Trinitat) una setmana després de la Pentecosta. En les esglésies ortodoxes la festivitat dura tres dies: el primer, s'anomena Diumenge de Trinitat; el segon Dilluns de l'Esperit Sant i el tercer, Tercer dia de Trinitat.
La icona de la festivitat es coneix com El descens del Sant Esperit. Es tracta d'una icona que presenta colors vius vermells i daurats, que recorden que es tracta d'una festivitat important. A la part superior de la icona hi ha un semicercle amb raigs que en surten, acompanyats per llengües de foc, i que apunten vers els Apòstols, senyal que són tocats per l'Esperit Sant. Al centre de la icona s'hi observa una figura reial amb un fons fosc; es tracta d'una figura simbòlica que representa els gentils.
Sant Pau, ja al segle I, va destacar la importància d'aquesta festivitat per a les primeres comunitats cristianes (Fets 20:26 i 1 Corintis 16:18). Abans del Concili Vaticà II, el dilluns de Pentecosta també era un dia assenyalat durant el qual l'Església Catòlica s'adreçava als acabats de batejar i confirmar. Després del Concili Vaticà II el dilluns de Pentecosta ja no se celebrà de manera solemne, tot i que l'any 2018 el Papa Francesc va instituir la festivitat de la Verge Maria el dilluns de Pentecosta.
Malgrat això, el dilluns de Pentecosta continua sent una festa oficial en moltes esglésies protestants com ara l'Església de Suècia o l'Evangèlica luterana de Finlàndia, entre d'altres. En l'Església catòlica bizantina grega el dilluns de Pentecosta no és un dia sagrat obligat, sinó una simple festivitat

### Esglésies occidentals
Les celebracions litúrgiques realitzades als diferents corrents occidentals presenten àmplies variacions, tal com passa amb les ortodoxes. La imatge típica de Pentecosta és la de la Verge Maria asseguda en un lloc prominent entre els apòstols amb flames sobre els seus caps, tot i que també poden representar-se núvols suggerint la presència d'un «poderós vent» (Fets 2:2), raigs de llum o un colom. Algunes d'aquestes representacions han adquirit força fama com la Pentecosta del Greco, la de Giotto o la de Ticià.

#### Color vermell
A moltes esglésies occidentals, incloent la Catòlica, el color vermell té un lloc prominent durant la celebració de la Pentecosta. En molts casos, els sacerdots vesteixen roba vermella, mentre que els membres de les diferents congregacions també poden lluir vestits vermells. Així mateix, els altars són guarnits amb robes vermelles. L'ús del color vermell està vinculat amb el simbolisme de les llengües de foc que van sorgir de l'Esperit Sant per tal d'arribar als apòstols.